# Кемпа-Немоєвська (Мазовецьке воєводство)
Кемпа-Немоєвська (пол. Kępa Niemojewska) — село в Польщі, у гміні Ґрабув-над-Пилицею Козеницького повіту Мазовецького воєводства.
Населення — 143 особи (2011).
У 1975-1998 роках село належало до Радомського воєводства.

## Демографія
Демографічна структура станом на 31 березня 2011 року:
|          | Загалом | Допрацездатний вік | Працездатний вік | Постпрацездатний вік |
| -------- | ------- | ------------------ | ---------------- | -------------------- |
| Чоловіки | 67      | 9                  | 47               | 11                   |
| Жінки    | 76      | 13                 | 45               | 18                   |
| Разом    | 143     | 22                 | 92               | 29                   |